# Marin Pîrcălabu
Marin Pîrcălabu (n. 9 ianuarie 1952, Daia, România) este un luptător⁠(d) român, specializat în lupte libere. A concurat în proba de lupte libere categoria semimijlocie la Jocurile Olimpice de vară din 1976 și la Jocurile Olimpice de vară din 1980 și s-a clasat pe locul 5 în 1976.
A fost medaliat cu argint la două Campionatele Europene⁠(d) din 1976⁠(d) și 1978⁠(d) și s-a clasat pe locul 6, în cadrul categoriei 74 kg, la Campionatele Mondiale din 1975⁠(d) (de la Minsk).

## Distincții
- Medalia „Meritul Sportiv” clasa I (18 august 1976) „pentru rezultatele deosebite obținute la Jocurile olimpice de vară de la Montreal – 1976, precum și pentru contribuția adusă la dezvoltarea activității sportive și la creșterea prestigiului sportului românesc pe plan internațional”[4]